# Journal d'un zombie
Pour plus de détails, voir Fiche technique et Distribution.
The Zombie Diaries est un film britannique réalisé par Michael Bartlett et Kevin Gates, sorti en 2006.

## Synopsis
Pendant que la Grande-Bretagne est touchée par un virus inconnu, une équipe de tournage se rend chez un fermier qui a été contraint d'euthanasier tout son cheptel de volailles. 

## Fiche technique
- Titre : The Zombie Diaries
- Réalisation : Michael Bartlett et Kevin Gates
- Scénario : Michael Bartlett et Kevin Gates
- Production : Michael Bartlett et Kevin Gates
- Musique : Stephen Hoper
- Photographie : George Carpenter
- Montage : Michael Bartlett et Kevin Gates
- Production : Michael G. Bartlett et Kevin Gates
- Sociétés de production : Bleeding Edge Films et Off World Films
- Budget : 8 100 £ livres sterling (9 096 euros)[1]
- Pays d'origine : Royaume-Uni
- Format : Couleurs - 1,85:1 - Stéréo - DV
- Genre : Horreur et science-fiction
- Durée : 85 minutes
- Dates de sortie : 29 octobre 2006 (première à Letchworth Garden City), 27 août 2007 (sortie vidéo Royaume-Uni)

## Distribution
- Scott Ainslie : le sergent Jim McCulloch
- Toby Bowman : le caporal Jez Nicholson
- Victoria Summer : Leeann
- Juliet Forester : Sharon Buckley
- Russell Jones : Goke
- Craig Stovin : Andy
- Jonnie Hurn : John
- James Fisher : Geoff
- Vicky Blades : Vanessa
- Imogen Church : Sue
- Kyle Sparks : Greg
- Alison Mollon : Elizabeth
- Victoria Nalder : Leeann
- Jonathan Ball : Matt
- Sophia Ellis : Anna
- Will Tosh : James
- Hiram Bleetman : Manny
- Ralph Mondi : Amine
- Leonard Fenton : Bill

## Autour du film
- Le tournage s'est déroulé à Letchworth Garden City et Londres.
- Pour le rôle de Bill, les deux cinéastes avaient tout d'abord pensé à l'acteur Ian McCulloch, que l'on avait pu voir dans The Ghoul (1975), L'Enfer des zombies (1979), Contamination ou La Terreur des zombies (1980), mais ce dernier, considérant que le rôle n'était pas suffisamment consistant pour le faire sortir de sa retraite, déclina la proposition[2].